# 久保田祐司
久保田 祐司（くぼた ゆうじ、1979年3月23日 - ）は、日本の津軽三味線奏者。埼玉県春日部市出身。

## 来歴・人物
1979年 埼玉県春日部市に生まれる。
1986年 7歳で津軽三味線と出会い、同年に佐々木光儀流日本民謡三弦の門下生となる。
1992年 津軽三味線全国大会優勝。
1994年 中学校を卒業後、芸道との両立のため堀越高等学校芸能活動コースへ入学。
7歳の時にテレビの演歌番組で初めて聴いた津軽三味線の音に衝撃を受け、演奏家の道を志す。
同年に佐々木光儀流日本民謡三弦入門。
14歳で津軽三味線全国大会優勝歴を持ち、NYカーネギーホールなど国内外で様々なジャンルとのセッション経験を積む。
“日本人にしか作ることのできないダンスミュージックを世界に”を追求し創作を続けている。
2015年に新たにスタートしたダンスミュージックと邦楽ユニット「HANABI」がクールジャパン認定アーティストとなる。
また日本の伝統芸能の魅力を伝えるべく能楽師 狂言方 大藏基誠と「日本の風」プロジェクトを立上げ文化伝承にも力を注いでいる。

## エピソード
久保田が7歳で初めて指導を受けに行った三味線の師匠は、子供の弟子を取らない主義であったため最初は断られている。その際、玄関で泣きながら立ち尽くす久保田の姿に見かねて試しに見せた稽古の様子を久保田は1時間以上足の痛みを我慢しながら全く正座を崩さずに泣きながら見続けた。その姿に感銘を受け、久保田は弟子入りを許された。

## 活動歴
- アトランタにて開催された文化交流イベント 出演（1995年10月）
- ニューヨークにて開催された文化交流イベント カーネギーホール 出演 （1996年6月）
- 寺山修司作品連続上映プロジェクト10作品 出演（1997年8月〜）
- ミュージカル「スター誕生」青山劇場にて全40回公演に三味線奏者として出演（2004年4月）
- 上妻宏光「音絵巻2」出演（2006年3月）
- ダンスミュージックと津軽三味線のコラボユニット「和音都」結成「雅-MIYABI-」をCD.DVDでリリース 渋谷HMVにてインストアLIVE（2007年4月）
- 山中順子 奄美大島写真展「マイネガタリ」出演（2008年5月3～5日）
- X-JAPAN Toshiソロシングル「EARTH IN THE DARK 」を三味線でリミックス、共演（2008年7月）
- 「渚音楽祭 東京」出演 （2008年9月）
- ロシア モスクワにて開催された文化交流イベント 出演（2008年10月）
- Youtube LIVE TOKYO 出演（2008年11月23日）
- 東芝「REGZA」プレス発表会 出演（2009年3月）
- 上妻宏光デビュー10周年記念ライブ「伝統と革新」 Bunkamuraオーチャードホール 出演（2009年11月）
- 千葉県印西市立船穂中学校 学校公演（2011年11月）
- 古事記編纂1300周年「KOJIKI1300 Live」DJ×神楽笛×三味線×ヴァイオリンのコラボレーション演奏（2012年2月11日）
- 「佐々木光儀40周年公演」 茨城県ひたちなか市文化会館大ホール 出演（2012年10月6日）
- 「鬼棲処」渋谷区総合文化センター大和田伝承ホール 出演（2014年1月30日）
- 中国 杭州にて開催された企業レセプション 出演（2014年2月）
- MOSHI MOSHI NIPPON FESTIVAL 2015 in TOKYO 東京体育館 出演（2015年11月7日）
- まるごとにっぽん こけら落としイベント 出演（2015年12月24日）
- 松屋銀座 春の松美会2016 出演 (2016年2月23日)
- 神木優ソロアクト 「モモタロ」渋谷公演 出演 (2016年3月13日)
- ESCADA六本木ヒルズ Spring Party2016 出演（2016年3月26日）
- 中目黒桜まつり チームエジソン 出演（2016年3月27日）
- iQOSストア仙台 オープニングパーティ 出演 (2016年4月28日)
- ショートショート フィルムフェスティバル&アジア 2016 完成披露試写会 出演 (2016年6月2日)
- SABON Gift Short Film Project 「PLAN B」サウンドトラック制作 (2016年6月)
- ESCADA あべのハルカス近鉄本店 イベント出演 (2016年6月11日)
- 熊本地震災害復興支援チャリティーライブ The Seasons Summer 2016 Bridge to the Future～つなげよう明日へ～ 出演 (2016年6月18日)
- 七月大歌舞伎 ~景清~ 歌舞伎座公演 出演 (2016年7月2日~26日)
- David J. Production Presents GIFT 舞浜アンフィシアター公演 出演 (2016年8月10日)
- 2016神宮外苑花火大会 HANABI名義にて出演 (2016年8月20日)
- NHK 「にっぽんの伝統」×「邦楽ジョッキー」コラボ企画 HANABI名義にて出演 (2016年8月26日, 9月2日)
- 神木優ソロアクト 「モモタロ」銀座　博品館劇場公演 出演 (2016年9月25日)
- Amazon Fashion Week TOKYO 2016 A/W 出演 (2016年10月17日)
- Amsterdam Dance Event 2016 出演 (2016年10月19日~10月25日)
- 日本青年会議所 建設部会 50周年 出演 (2016年11月5日)
- 博多座十一月花形歌舞伎 ~石川五右衛門~  出演 (2016年11月12日~25日)
- ELE TOKYO COUNTDOWN Live 出演 (2016年12月31日)
- TOKYO AUTO SALON 出演 (2017年1月14日〜15日)
- 舞台THE FACTORY 出演 (2017年2月24日〜26日)
- World OMOSIROI Award オープニングパフォーマンス出演 (2017年3月18日)
- エクアドル地震チャリティーコンサート 出演 (2017年4月7日)
- 中目黒桜まつり チームエジソン 出演（2017年4月9日）
- 神宮球場「ヤクルト × 巨人戦」ELE TOKYOナイター HANABI名義にて出演 (2017年4月30日)
- MARI NATSUKI MAGICAL MEETING TOUR Live & Talk 2017 大阪公演 出演 (2017年5月25日)
- FULLMOON RAVE 2017 HANABI名義にて出演 (2017年6月9日)
- 大阪四天王寺 奉納Live 出演 (2017年7月7日)
- G-SHOCK 35th Anniversary WEB CM 出演 (2017年8月1日)
- 「Despacito」MUSIC VIDEO TEE Japanese Cover Ver. MV 出演 (2017年9月1日)
- CAMELOT 12th Anniversary Japanese style party HANABI名義にて出演 (2017年10月6日)
- velfarre × ageha HANABI名義にて出演 (2017年10月8日)
- 春日部市 秋の音楽鑑賞会 出演 (2017年10月21日)
- 舞台THE FACTORY 出演 (2017年10月25日〜29日)
- NATSUKI MARI FESTIVAL in KYOTO 2017『PLAY × PRAY』 第四夜 清水寺 出演 (2017年11月19日)
- 渋谷区民謡連盟 「津軽の薫」出演 (2017年12月5日)
- HALFMOON RAVE 2017 HANABI名義にて出演 (2017年12月15日)
- 舞台THE FACTORY 大阪公演 出演 (2017年12月27日〜30日)
- YOU MAKE SHIBUYA COUNTDOWN 2017→2018 出演 (2017年12月31日)
- THE SUN & THE MOON COUNTDOWN PARTY 2018 出演 (2017年12月31日)
- フランス パリにて開催されたユネスコ日本大使公邸コンサート 出演 (2018年3月20日)
- 中目黒桜まつり チームエジソン 出演（2018年4月1日）

### ラジオ
- 「原宿 Kyogen Lounge」ソラトニワ原宿（2015年3月30日〜2017年1月30日）
- 「新東京商店街」ラジオ日本（2017年2月1日〜）

## ディスコグラフィー

### アルバム
- 「和音都」iTunes （2010年4月21日）
- 「HANABI E.P.」iTunes (2016年8月19日)

### シングル
- 「雅-MIYABI-」CD.DVD（2007年4月4日）
- 「繚乱-RYOURAN-」iTunes（2012年6月20日）
- 「TOKYO」beatport（2012年12月1日）